# Pylodictis
Pylodictis is een monotypisch geslacht van straalvinnige vissen uit de familie van de Noord-Amerikaanse katvissen (Ictaluridae).

## Soort
- Pylodictis olivaris (Rafinesque, 1818)